# Contea di Columbus
La contea di Columbus, in inglese Columbus County, è una contea dello Stato della Carolina del Nord, negli Stati Uniti. La popolazione al censimento del 2000 era di 54 749 abitanti. Il capoluogo di contea è Whiteville.

## Storia
La contea di Columbus fu costituita nel 1808.